# Andrej Maričić
Andrej Maričić (Beograd, 11. april 1980) srpski je pustolov, avanturista, televizijski voditelj i autor. Poznat je kao pobednik prve sezone emisije Survivor Srbija sa poznatim ličnostima na Filipinima (2010) i autor putopisnog serijala Bez granica sa Andrejem (2017-) na televiziji N1.